# John Noel
John Noel   (Nashville, 6 de febrer de 1888 - 4 de novembre de 1939) va ser un tirador estatunidenc que va competir a començaments del segle xx.
El 1924 va prendre part en els Jocs Olímpics de París, on va guanyar la medalla d'or en la prova de la fossa olímpica per equips del programa de tir, formant equip amb Frederick Etchen, Frank Hughes, William Silkworth, Samuel Sharman i Clarence Platt.